# Sutherlandia frutescens
Sutherlandia frutescens är en ärtväxtart som först beskrevs av Carl von Linné, och fick sitt nu gällande namn av Robert Brown. Sutherlandia frutescens ingår i släktet Sutherlandia och familjen ärtväxter. Inga underarter finns listade i Catalogue of Life.

## Bildgalleri

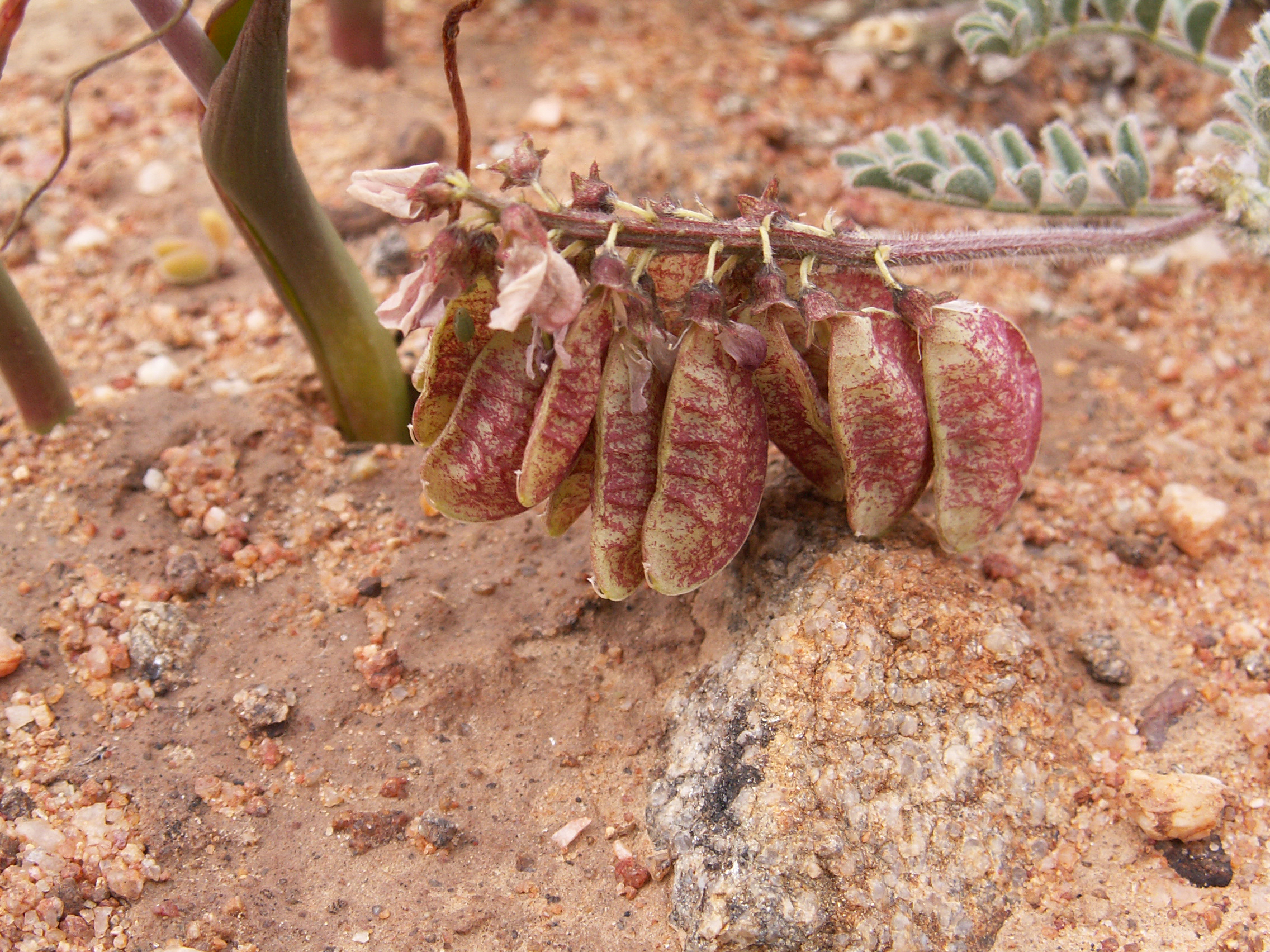
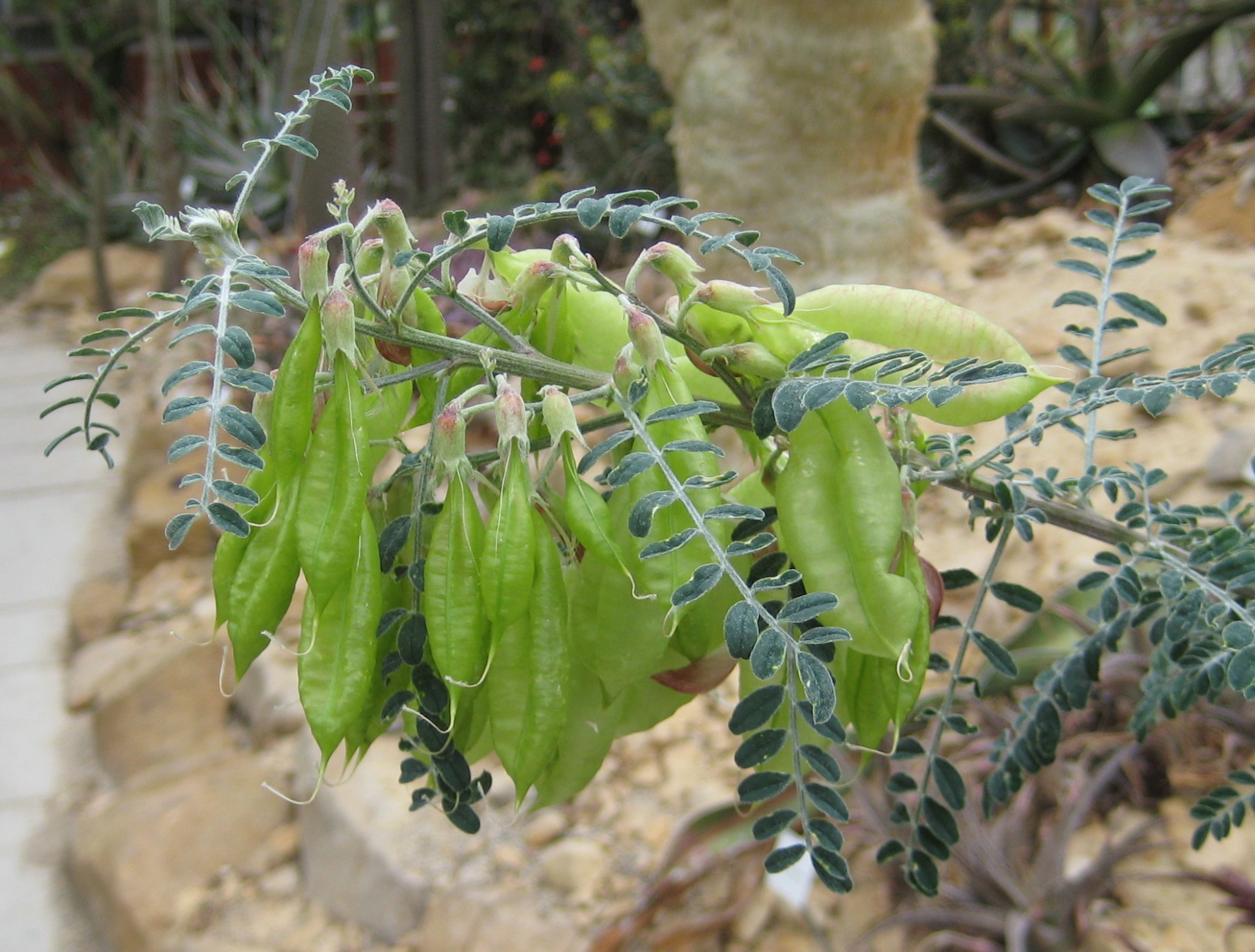
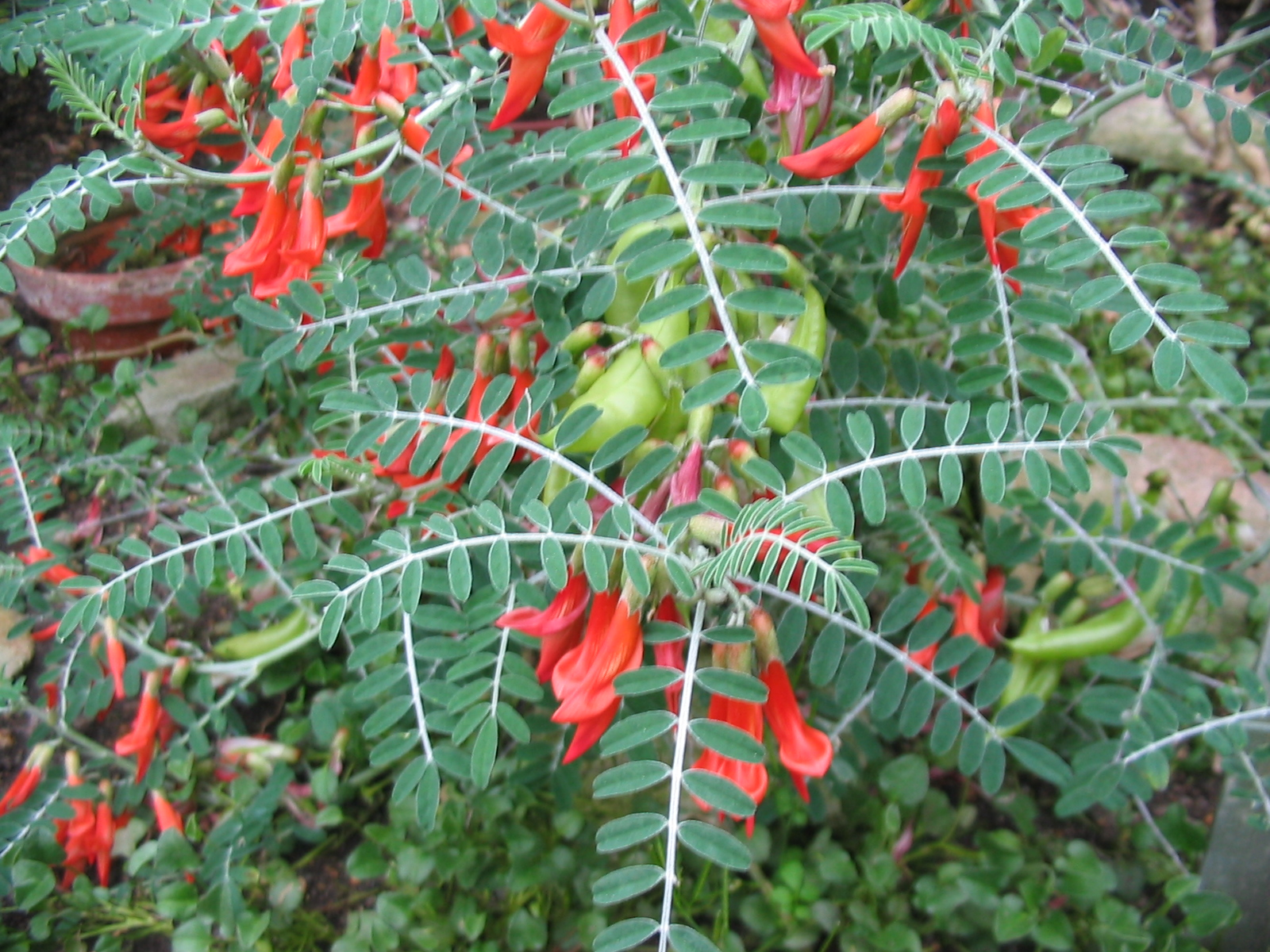
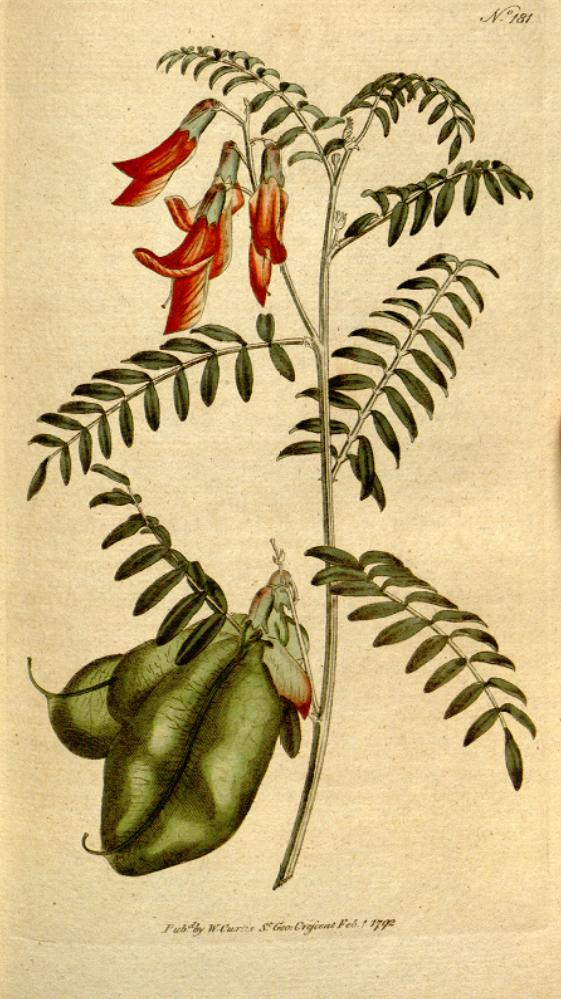
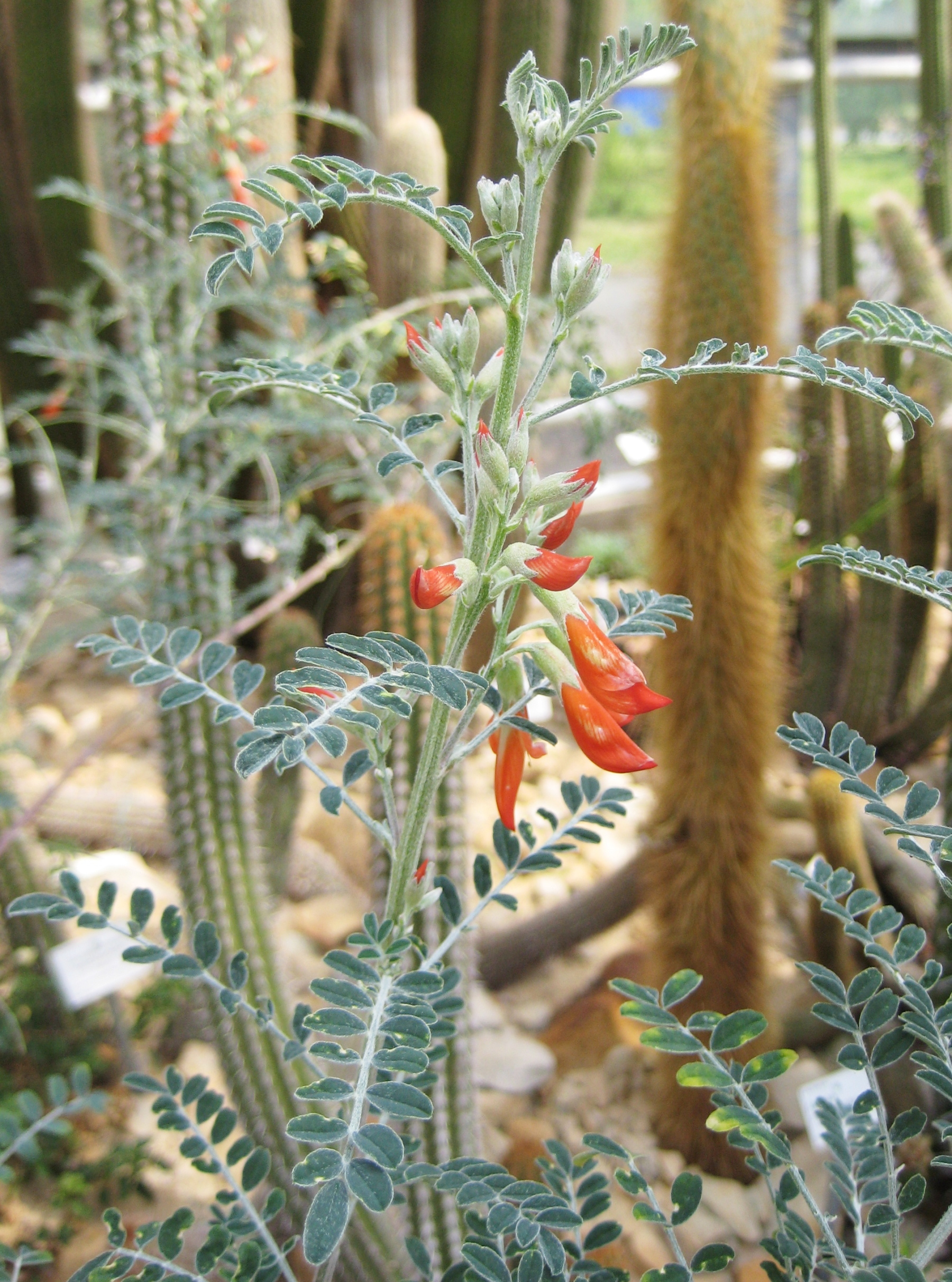
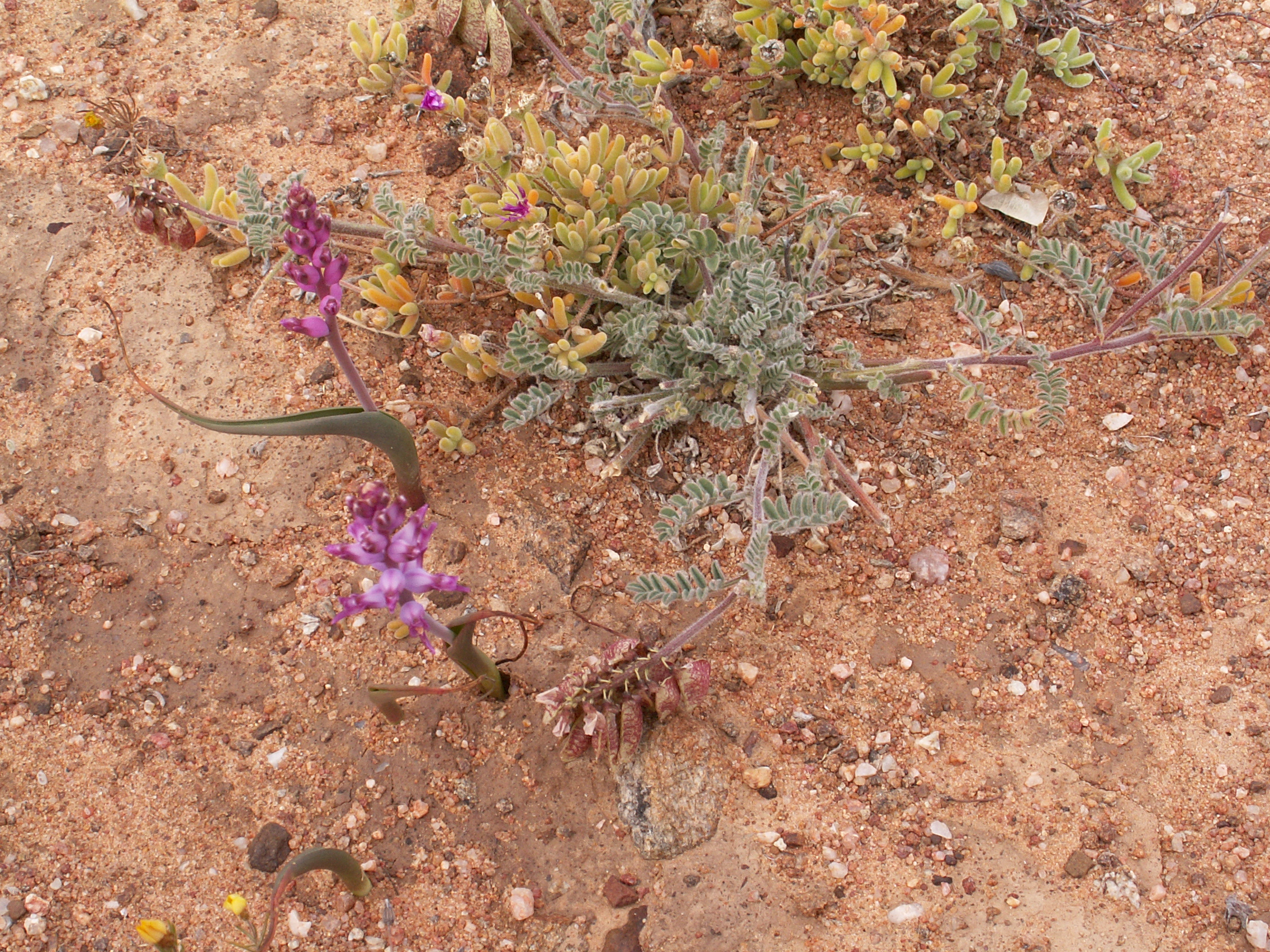